# Tim Mead
Timothy Mead (ur. 1981 w Chelmsford) – angielski kontratenor.
Studiował muzykę i śpiew w King’s College na uniwersytecie w Cambridge oraz w londyńskim Royal College of Music na stypendium u kontratenora Robina Blaze.
Na scenie debiutował na ostatnim roku studiów rolę Ottona w Koronacji Popei Monteverdiego w przedstawieniu Opéra de Lyon pod dyrekcją Williama Christie. W 2006 roku zastąpił niedysponowanego Davida Danielsa w tytułowej partii Juliusza Cezara Haendla na Glyndebourne Festival Opera.

## Dyskografia

### CD
- 2003 – Stabat Mater Domenico Scarlatti (Emi Classics)
- 2006 – Music For Queen Mary Henry Purcell (Emi Classics)
- 2007 – Israel In Egypt Georg Friedrich Händel (Brilliant Classics)
- 2007 – Solomon Georg Friedrich Händel (Carus)
- 2009 – Handel Celebration Georg Friedrich Händel (Brilliant Classics)
- 2009 – Saul Georg Friedrich Händel (Carus)
- 2009 – Ned Rorem Songs Ned Rorem (Linn Records)
- 2010 – A Handel Portrait Georg Friedrich Händel (Brilliant Classics)

### DVD
- 2007 – Admeto Georg Friedrich Händel (Arthaus Musik); jako Trasimede
- 2010 – Ercole Amante Pier Francesco Cavalli (Opus Arte); jako Paggio i Ombra di Bussiride
- 2010 – Admeto Georg Friedrich Händel (C Major); jako Admeto
- 2019 - Rodelinda Georg Friedrich Händel (Warner Classics/Erato); jako Bertarido